# Mongolisch-osttimoresische Beziehungen
Die mongolisch-osttimoresischen Beziehungen beschreiben das zwischenstaatliche Verhältnis von der Mongolei und Osttimor.
Die Kontakte zwischen der Mongolei und Osttimor waren bisher spärlich. Die beiden Staaten nahmen am 28. Oktober 2003 diplomatische Beziehungen auf.
Weder hat die Mongolei eine Botschaft in Osttimor, noch Osttimor eine diplomatische Vertretung in der Mongolei. Für 2018 registrierte das Statistische Amt Osttimors Re-Exporte von Osttimor in die Mongolei im Wert von 56.000 US-Dollar.
Gegen die Mongolische Fußballnationalmannschaft hat die Osttimoresische Fußballnationalmannschaft als einzigen Gegner eine positive Spielbilanz. Beide bisherigen Zusammentreffen im Jahr 2015 für die WM-Qualifikation 2018 konnten die Osttimoresen mit 4:1 und 1:0 für sich entscheiden.